# Scinax trapicheiroi
Scinax trapicheiroi és una espècie de granota endèmica del Brasil.